# 프린스 로이스
제프리 로이스 로저스(Geoffrey Royce Rojas, 1989년 5월 11일 ~ )는 프린스 로이스(Prince Royce)라는 이름으로 잘 알려진 미국의 싱어송라이터이다.